# Кальватоне
Кальватоне (італ. Calvatone) — муніципалітет в Італії, у регіоні Ломбардія,  провінція Кремона.
Кальватоне розташоване на відстані близько 400 км на північний захід від Рима, 105 км на схід від Мілана, 33 км на схід від Кремони.
Населення — 1208 осіб (2014).
Щорічний фестиваль відбувається 10 серпня. Покровитель — святий Власій.

## Демографія
Населення за роками:

Станом на 1 січня 2023 року в муніципалітеті офіційно проживало 109 іноземців з 18 країн, серед них 29 громадян країн Євросоюзу та 4 громадяни України.

## Сусідні муніципалітети
- Аккуанегра-суль-К'єзе
- Боццоло
- Каннето-сулл'Ольйо
- П'ядена
- Торната